# Дейр-эль-Камар
Дейр-эль-Кама́р — деревня в юго-центральном Ливане, в пяти километрах от города Байт-эд-Дин, состоящая из каменных домов с крышами из красной черепицы.

## История
В течение XVI—XVIII веков Дейр-эль-Камар был столицей и резиденцией губернаторов Ливана. Это была первая деревня в Ливане, где в 1864 году появился муниципалитет, а также родились многие известные личности, как художники, писатели и политики.
Дейр-эль-Камар известен, как столица эмиров. В городе жили люди разных верований, а в городе стояли мечеть, синагога и христианские церкви.
В 1860 году Дейр-эль-Камар был разрушен во время гражданской войны между друзами и христианами. Наполеон III отправил контингент французов в город, чтобы восстановить Дейр-эль-Камар.
В 1864 году Дейр-эль-Камар избрал первый муниципалитет в арабских провинциях Османской империи.
Перепись населения, проведенная османами во время правления Коркмаза бин-маана, отца Фахр ад-Дина II, насчитывала 1500 человек в Дейр эль Камари. Сегодня 85 % жителей Дейр-эль-Камара составляют марониты, а 14 % — мелькиты.

## Религиозные достопримечательности

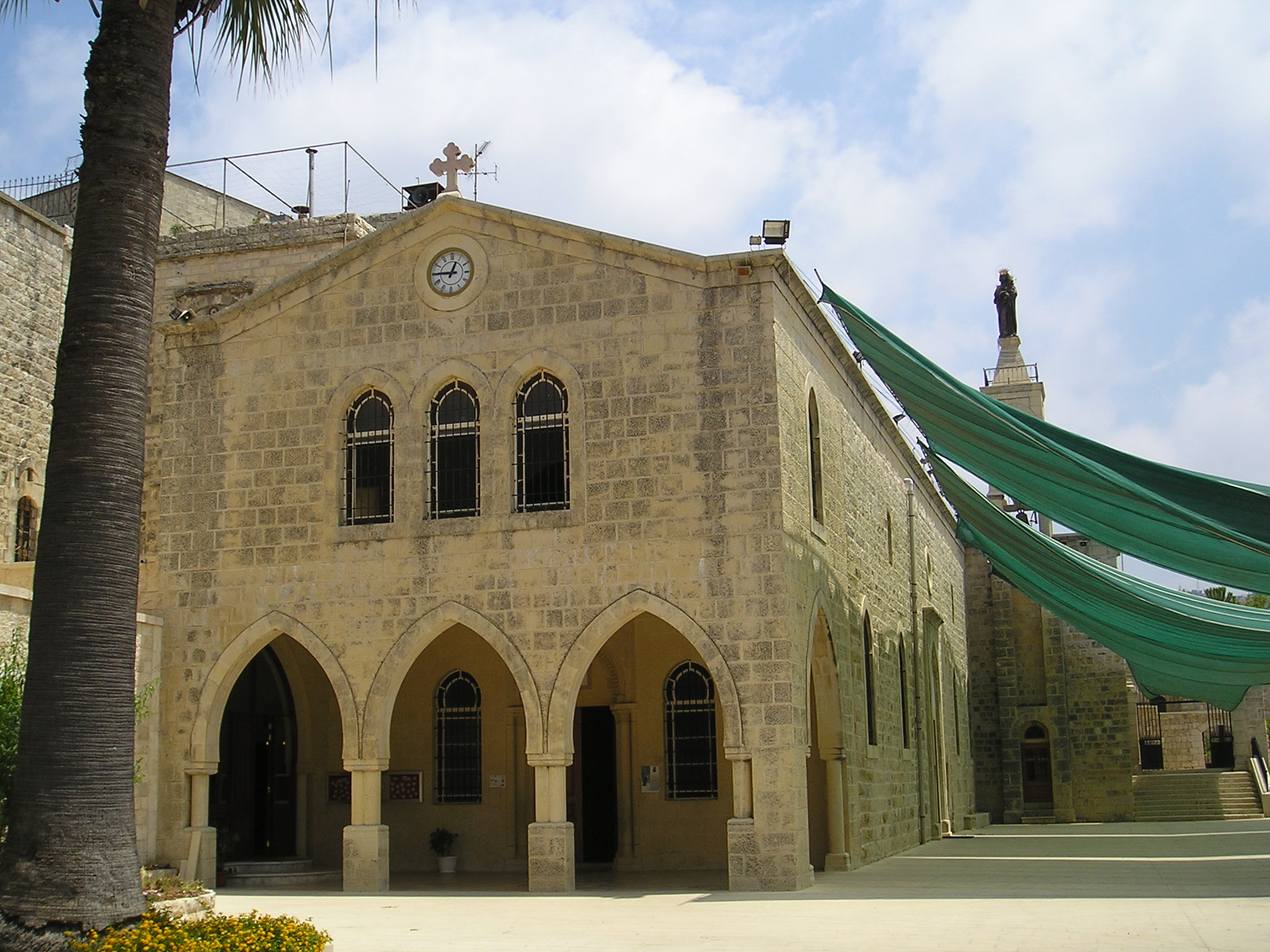
Сайдет-эль-Талле

Одним из самых важных исторических и религиозных мест в Дейр-эль-Камаре является Церковь Богоматери Горы, известная нам, как Сайдет-эль-Талле. Эта маронитская католическая церковь уходит своими корнями в XV век.
Легенда гласит:
«Однажды в Бааклине пребывал друзовский эмир, и, взглянув на возвышенность Дейр-эль-Камара, он увидел свет, выходящий из холма. Он собрал своих солдат и приказал им пойти утром на холм, сказав: „Если вы найдёте Исламский символ на холме, то постройте там мечеть, а если вы найдёте христианский символ на холме, то постройте там церковь“. Солдаты отправились утром на холм, начали рыть землю и нашли камень, на котором был крест, а под крестом были Луна и Венера. Это был знак того, что давным-давно здесь был храм, посвященный Луне и Венере, а затем стал церковью. Землетрясения и войны стали причиной его исчезновения.»
Камень, обнаруженный солдатами, находится под старыми воротами церкви. Византийская колонна находится внутри церкви. Жители почитают чудотворную икону Богоматери Горы, расположенную за алтарем. Она была написана в 1867 году итальянским художником Гуэррой. На праздник Богоматери Горы (первое воскресенье августа) приходят тысячи верующих и идут с чудесной иконой к входу в церковь рядом с Дейр эль-Камаром.
Еще одним важным религиозным местом в Дейр-эль-Камаре является Крепость, где паломники посещают храм Агнца Божьего (он построен в 2007 году), церковь отца Якуба (восстановлена и освящена как церковь 24 июня 2008 года) и Крест (построен о. Якубой в 1932 году).
Дейр-эль-Камар также имел хорошо развитую еврейскую общину и синагогу (построенную в 1638 году), которая сегодня является местом проведения Французского культурного центра.